# Peterson算法
Peterson算法是一个实现互斥锁的并发程序设计算法，可以控制两个进程访问一个共享的单用户资源而不发生访问冲突。蓋瑞·L·彼得森（Gary L. Peterson）于1981年提出此算法 。

## 算法概要
Peterson算法是基于双线程互斥访问的LockOne与LockTwo算法而来。LockOne算法使用一个flag布尔列表，LockTwo使用一个turn的整型量，都实现了互斥，但是都存在死锁的可能。Peterson算法把这两种算法结合起来，完美地用软件实现了双线程互斥问题。
算法使用两个控制变量flag与turn。其中flag[n]的值为真，表示ID号为n的进程希望进入该临界区。变量turn保存有权访问共享资源的进程的ID号。
| //flag[] is boolean array; and turn is an integer flag[0] = false; flag[1] = false; int turn;                                                           | |
| P0: flag[0] = true; turn = 1; while (flag[1] == true && turn == 1) { // busy wait } // critical section ... // end of critical section flag[0] = false; | P1: flag[1] = true; turn = 0; while (flag[0] == true && turn == 0) { // busy wait } // critical section ... // end of critical section flag[1] = false; |

该算法满足解决临界区问题的三个必须标准：互斥访问，进入（即不死锁），有限等待（即不饿死）。

### 互斥访问
P0与P1显然不会同时在临界区：如果进程P0在临界区内，那么或者flag[1]为假（意味着P1已经离开了它的临界区），或者turn为0（意味着P1只能在临界区外面等待，不能进入临界区）。

### 空闲让进
进入（Progress）定义为：如果没有进程处于临界区内且有进程希望进入临界区, 则只有那些不处于剩余区（remainder section）的进程可以参与到哪个进程获得进入临界区这个决定中，且这个决定不能无限推迟。剩余区是指进程已经访问了临界区，并已经执行完成退出临界区的代码，即该进程当前的状态与临界区关系不大。

### 有限等待
有限等待（Bounded waiting）意味着一个进程在提出进入临界区请求后，只需要等待临界区被使用有上限的次数后，该进程就可以进入临界区。即进程不论其优先级多低，不应该饿死（starvation）在该临界区入口处。Peterson算法显然让进程等待不超过1次的临界区使用，即可获得权限进入临界区。

## 注解
Peterson算法不需要原子（atomic）操作，即它是纯软件途径解决了互斥锁的实现。但需要注意限制CPU对内存的访问顺序的优化改变。

## 扩展到N个线程互斥访问一个资源的filter算法
```
// initialization

level
[
N
]
 
=
 
{
 
-1
 
};
     
// current level of processes 0...N-1

waiting
[
N
-1
]
 
=
 
{
 
-1
 
};
 
// the waiting process of each level 0...N-2

// code for process #i

for
(
l
 
=
 
0
;
 
l
 
<
 
N
-1
;
 
++
l
)
 
{
 
// go through each level

    
level
[
i
]
 
=
 
l
;

    
waiting
[
l
]
 
=
 
i
;

    
while
(
waiting
[
l
]
 
==
 
i
 
&&

          
(
there
 
exists
 
k
 
≠
 
i
,
 
such
 
that
 
level
[
k
]
 
≥
 
l
))
 
{

        
// busy wait

    
}

}

// critical section

level
[
i
]
 
=
 
-1
;
 
// exit section

```

数组level表示每个线程的等待级别，最小为0，最高为N-1，-1表示未设置。数组waiting模拟了一个阻塞（忙等待）的线程队列，从位置0为入队列，位置越大则入队列的时间越长。每个线程为了进入临界区，需要在队列的每个位置都经过一次，如果没有更高优先级的线程（考察数组level），cd或者被后入队列的线程推着走（上述程序waiting[l] ≠ i），则当前线程在队列中向前走过一个位置。可见该算法满足互斥性。
由filter算法去反思Peterson算法，可见其中的flags数组表示两个进程的等待级别，而turn变量则是阻塞（忙等待）的线程队列，这个队列只需要容纳一个元素。